# ИФК Вернаму
ИФК Вернаму (на шведски: Idrottsföreningen Kamraterna Värnamo) е шведски футболен отбор от едноименния град Вернаму, в областта Йоншьопинг. Участва в Алсвенскан (Висшата дивизия на Шведския футбол), сезон 2023.

## История
„Вернаму“ е основан на 2 май 1912 година в бръснарския салон на Карл Ветерхолм, един от основателите му. Най-големия си успех постига през сезон 2021 година, ставайки шампион в Суперетан и печелейки за пръв път промоция във Висшата лига на Швеция-Алсвенскан през 2022-ра.

## Успехи
- Алсвенскан:
  - 5-то място (1): 2023
- Суперетан: (2-ро ниво)
  -  Шампион (1): 2021
- Първа дивизия Юг: (3-то ниво)
  -  Шампион (1):: 2010, 2020